# Albert Hertel

Albert Hertel

Albert Hertel (* 19. April 1843 in Berlin; † 12. Februar 1912 ebenda) war ein deutscher Aquarell-, Dekoration- Landschafts- und Stilllebenmaler.

## Leben
Hertel war ein Sohn des Hofkomponisten und Ballettdirigenten Peter Ludwig Hertel und wuchs im Hause seines Großvaters des Cellisten C. Fr. Schmidt auf. Er wurde bereits in jungen Jahren ein Schüler von Eduard Magnus, Friedrich Eduard Meyerheim und Eduard Holbein an der Berliner Kunstakademie. Er wollte zunächst Historienmaler werden und orientierte sich an Peter von Cornelius. Doch ein Lungenleiden veranlasste den jungen Künstler sich auf einen Landaufenthalt nach Schlesien zu begeben. Hier malte er fast ausschließlich draußen in der Natur. Hier hielt er sich in der Nähe von Hirschberg und im Kreis Schönau auf und es entstanden die Gemälde einer Kreuzigung Christi für eine Kirche in Kammerswaldau und eine Auferstehung Christi für die Kirche in Alt Jannowitz. Da sich sein Zustand dort nicht besserte beschloss er in den Süden zu gehen. Im Alter von zwanzig Jahren unternahm Hertel im September 1863 eine Studienreise nach Rom und blieb dort fast vier Jahre lang. Neben dem Studium der antiken Meister interessierte er sich vor allen Dingen für die Landschaftsmalerei. Dabei schloss er sich dem Maler Heinrich Dreber (Franz-Dreber) an. Er wurde zudem durch Anselm Feuerbach beeinflusst, was sich an seinem Bildnis Odysseus und die Sirenen zeigte, das um 1865/66 entstand sowie an einer Studie nach Feuerbachs Modell Nanna (Anna Risi). Im Jahr 1864 war er in Olevano, wo er einige Zeichnungen anfertigte und ein Bildnis im Fremdenbuch der Casa Baldi hinterließ.

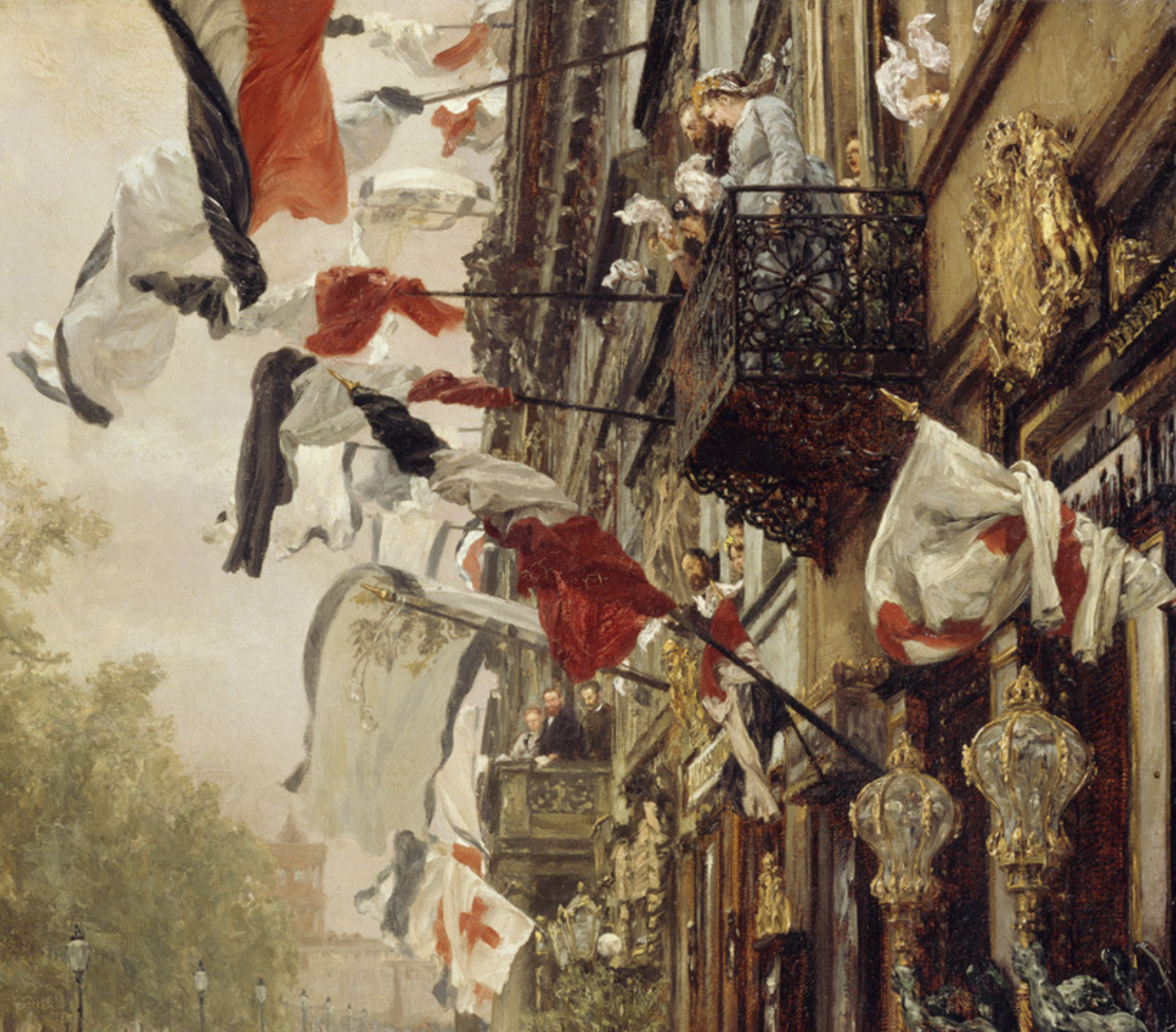
Detail aus Abreise König Wilhelms I. zur Armee von Adolf Menzel

Im Juni 1867 verließ Hertel Italien, kehrte nach Deutschland zurück und ging auf Anraten Drebers nach  Düsseldorf. In den Jahren 1868 bis 1869 war er an der Kunstakademie Düsseldorf Schüler in der Landschafterklasse von Oswald Achenbach. Im Jahr 1869 hielt er sich zudem kurzzeitig in Paris auf. Er verweilte für einige Zeit in Hamburg und ließ sich schließlich wieder in Berlin nieder. Hier freundete er sich bald mit dem Maler Adolph von Menzel an, der ihn und seine Braut auf seinem Gemälde Abreise König Wilhelms I. zur Armee am 31. Juli 1870 auf dem hinteren Balkon verewigte. Die beiden Künstler teilten ihre Liebe zur Klassischen Musik und Menzel lobte besonders die Aquarelle und Zeichnungen seines Freundes. Hertel unternahm mehrere Studienreisen, so 1874 und 1875 Holland, besuchte in den Jahren 1875, 1887 und 1911 erneut Rom, 1877 den Genfer See, 1881 die Provence, weilte 1885 in Paris un 1885/86 und 1892 im Gasteiner Tal, reiste 1896 an die Ostsee und besuchte im Jahr 1900 Rothenburg.
Hertel war ein gern gesehener Gast im Hause des Kronprinzen Friedrich und erteilte der Kronprinzessin  Victoria Unterricht in der Aquarellmalerei. Ihr Sohn Kaiser Wilhelm II. erwarb einige seiner Werke und ließ ihn in der Villa Falconieri arbeiten.
1875 berief man ihn als Dozent an die Berliner Kunstakademie und betraute ihn mit der Leitung eines Ateliers für Landschaftsmalerei. 1878 legte er seinen Lehrauftrag als königl. Prof. für Landschaftsmalerei nieder, da sich seine Sehfähigkeit stark verschlechtert hatte. Er arbeitete fortan nur noch als freischaffender Künstler.
Als solcher wurde er schon bald zu einem der wichtigsten Maler der Berliner Schule. Sein künstlerisches Werk umfasst Landschaftsgemälde – welche sehr oft als „en plein air“ entstanden – ebenso wie Stillleben und Genrestücke. Erwähnenswert sind auch seine Illustrationen einiger Tragödien von Sophokles, ein Triptychon des Diaramas von Bad Gastein und ein Zyklus von sechs italienischen Landschaften mit Werken der Barmherzigkeit von 1874.
Im Jahr 1897 erhielt Hertel auf der Großen Berliner Kunstausstellung eine kleine Goldmedaille. Zur Ausmalung des Kaiserlichen Treppenhauses des Berliner Doms legte er 1901/1902 Entwürfe für dreizehn Temperagemälde vor. Neun viereckige schilderten als Wandbilder das Leben Jesu und vier waren als ovale Deckengemälde biblischen Gleichnissen gewidmet. Nach Begutachtung durch Kaiser Wilhelm II. erhielten die fertigen Gemälde eine Woche vor Einweihung des Doms am 27. Februar 1905 ihre Plätze. Im Jahr wurde er erneut mit dem Lehrauftrag betraut und erfüllte diesen bis zu seinem Tod.
Hertel starb 1912 im Alter von 68 Jahren in Berlin. Beigesetzt wurde er auf dem Friedhof IV der Jerusalems- und Neuen Kirche an der Bergmannstraße. Das Grab ist nicht erhalten.

## Familie und Freunde
Hertel war seit 1870 mit Clara (geborene Herman, 1852–1927) verheiratet, einer Tochter des Bankiers und Kunstmäzens Magnus Hermann.
- Katharina Hertel ⚭ 1900 mit dem Komponisten Robert Kahn dem Sohn von Bernhard Kahn und dessen Frau Emma (geborene Eberstadt).[4]

Der königliche Kammermusiker Karl Hertel war sein Großvater.
Hertel war durch seine Tochter mit Otto Hermann Kahn (1867–1934) und Lili (geborene Kahn, 1869–1940) ⚭ Felix Deutsch, sowie dem Juristen Franz Kahn (1961–1904) verwandt und mit der Porzellansammlerin Hermine Feist (Ehefrau des Kaufmanns Otto Feist [1847–1912]) bekannt.

## Werke (Auswahl)
Hertel fertigte neben Landschaften auch Dekorationen für Opern und Theaterstücke, Stillleben, Porträts, zahlreiche Zeichnungen und Aquarelle. Er führte auch dekorative Arbeiten in Privathäusern aus, wie beispielsweise in der Villa Siemens.
- 1870: Acqua a cetosa Civitella
- Capri
- 1872: Via Flaminia bei Rom

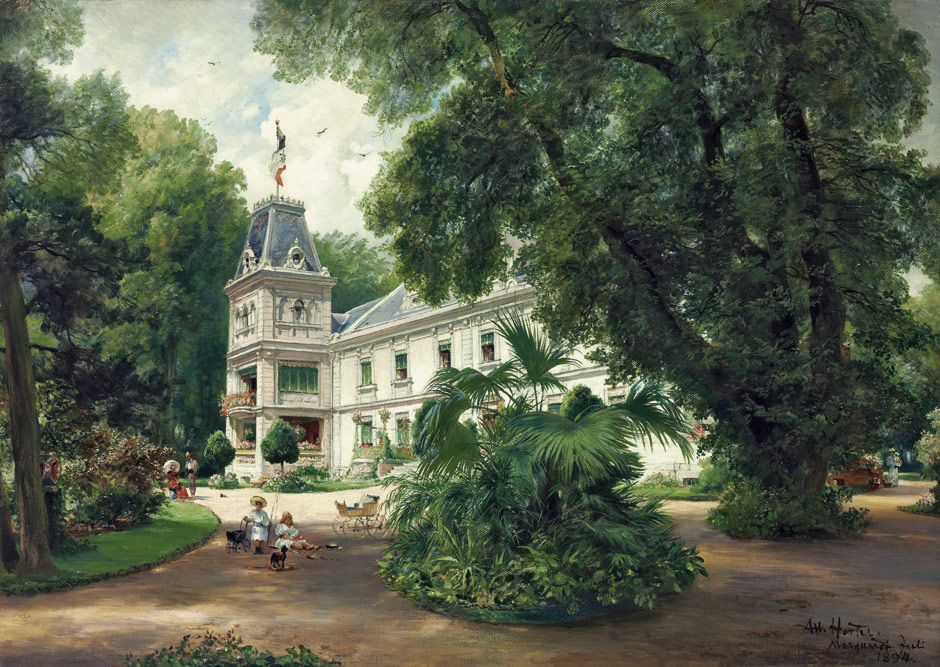
Albert Hertel: Schloss Marquardt bei Potsdam, 1894

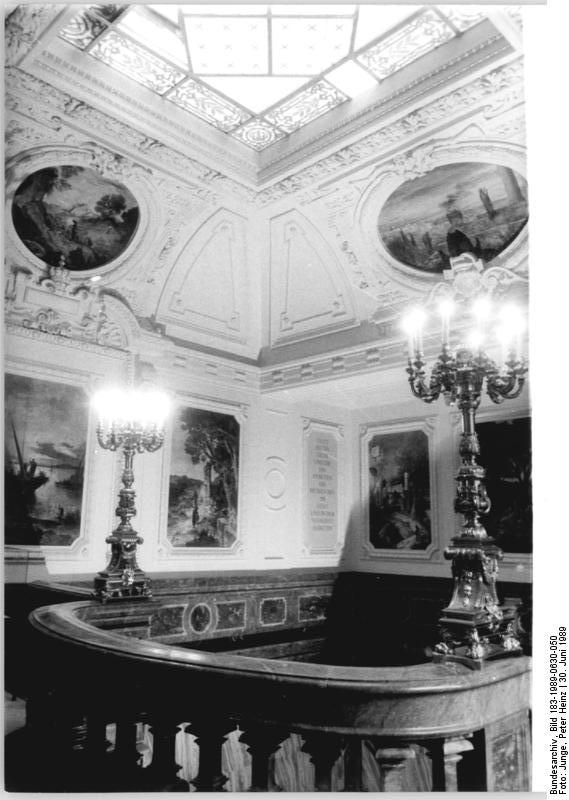
Wandgemälde im Kaiserlichen Treppenhaus des Berliner Doms, 1905

- 1874: Sommerabend vor dem Brandenburger Tor
- Sabinerlandschaft
- Stillleben aus dem Atelier
- 1875: Stillleben für einen Musiksaal
- 1877: Fischstillleben, Motiv bei Scheveningen
- 1878: Nahender Sturm an der genuesischen Küste (Berliner Nationalgalerie)
- 1881: Frühling in der Provence
- 1883: 3 große Panoramabilder von Gastein (Hygieneausstellung in Berlin)
- 1883: Nordische Strandszene (Nationalgalerie)
- 1885: Ruhe auf der Flucht
- 1885: Berliner Wilhelmsgymnasium (Wandgemälde Nebenraum der Aula mit Szenen aus Antigone und Oedipus auf Kolonos)
- 1894: 7 Landschaften für das Stadtverordneten Zimmer des Rathauses

Illustrationen
- Die alte Kaiserstadt Goslar. 12 Aquarelldrucke mit Text von Max Jordan und einem Prolog von Ernst von Wildenbruch. Franz Jaeger, Goslar.[5]